# ひやま信彦の早起きもいちど劇場
ひやま信彦の早起きもいちど劇場（ひやまのぶひこのはやおきもいちどげきじょう）は、かつてニッポン放送の平日朝の時間帯で放送されていたラジオ番組。パーソナリティは当時ニッポン放送のアナウンサーひやま信彦。放送期間は1976年3月29日から1978年3月31日まで。

## 放送時間
- 毎週月曜日 - 金曜日　5:00 - 6:00

## 出演者
- パーソナリティ:ひやま信彦

## 概要
パーソナリティのひやま信彦は当番組の開始以降、マイクネームをそれまでの本名である「檜山信彦」から「ひやま信彦」に変更。以後改編による番組の変遷はあったものの、1982年10月1日の「ひやま信彦の早起きお楽しみワイド昔はよかった」終了まで、ニッポン放送の平日早朝の顔として長く早朝番組の担当を務めた。

## 内包番組
- ニュース・天気予報
- 早起きもいちど劇場
- 玉川一郎ごきげんいかが